# Ulica Generała Władysława Sikorskiego w Wałbrzychu
Ulica Generała Władysława Sikorskiego – czteropasmowa ulica w Wałbrzychu, przebiegająca przez Śródmieście, łącząc dzielnice Podgórze oraz Sobięcin i Gaj. Jest częścią drogi krajowej nr 35. Ulica stanowi miejską obwodnicę Śródmieścia.  Pierwszy odcinek ulicy wybudowano około 1970-1980 roku od skrzyżowania z ulicą Kolejową, Piotra Wysockiego do ulicy Stanisława Moniuszki. Drugą część trasy od ulicy Stanisława Moniuszki do ulicy Niepodległości został wybudowany około 1995-1999 roku. Drugi odcinek ulicy nie został w pełni zrealizowany i nie wybudowano jednej nitki z czteropasmowej trasy, ulica od skrzyżowania z ulicą Bartosza Głowackiego do ulicy Niepodległości jest zwężona i tworzy dwupasmową trasę.
W latach 2013-2014 rozpoczął się gruntowny remont ulicy wraz z przebudową mostu, remont jest prowadzony trzema etapami:
- I etap - remont wschodniej części ulicy wraz z wymianą podziemnej instalacji wodociągowej, gazowej i elektrycznej oraz budową chodników i wymiany nawierzchni.
- II etap - przebudowa mostu na węźle z ulicą 1 Maja stanowiącą drogę wojewódzką nr 367.
- III etap - remont zachodniej części ulicy wraz z wymianą podziemnej instalacji wodociągowej, gazowej i elektrycznej oraz budową ścieżki rowerowej oraz chodników i wymiany nawierzchni.

## Ważniejsze skrzyżowania
- skrzyżowanie z ulicą Piotra Wysockiego i ulicą Kolejową
- węzeł „ślimaka” z mostem łączący z drogą wojewódzką nr 367 (ul. 1 Maja)
- skrzyżowanie z ulicami Przemysłową i Ludwika Beethovena
- skrzyżowanie z ulicą Stanisława Moniuszki
- skrzyżowanie z ulicą Niepodległości